# Ghioroc
Ghioroc é uma comuna romena localizada no distrito de Arad, na região histórica da Transilvânia. A comuna possui uma área de 48.90 km² e sua população era de 4187 habitantes segundo o censo de 2007.